# کمیته سرمایه‌گذاری خارجی در ایالات متحده
کمیته سرمایه‌گذاری خارجی در ایالات متحده (به انگلیسی: Committee on Foreign Investment in the United States) (به اختصار CFIUS) کمیته ای بین سازمانی دولت ایالات متحده است که پیامدهای سرمایه‌گذاری‌های خارجی در آمریکا را از نظر امنیت ملی بررسی می‌کند. CFIUS به ریاست وزیر خزانه‌داری ایالات متحده شامل نمایندگانی از ۱۶ بخش اداره‌ها و وزارت‌های دولت آمریکا است از جمله وزارت دفاع، امور خارجه، بازرگانی و وزارت امنیت میهن.
CFIUS نخستین بار در سال ۱۹۷۵ با فرمان اجرایی ۱۱۸۵۸ رئیس‌جمهور وقت آمریکا جرالد فورد با هدف مطالعه سرمایه‌گذاری خارجی تأسیس شد. در دهه ۱۹۸۰، به دلیل ترس از سرمایه‌گذاری ژاپنی‌ها (و به ویژه پیشنهاد خرید فرچایلد سمیکانداکتر توسط شرکت ژاپنی فوجیتسو) باعث شد کنگره در سال ۱۹۸۸ اصلاحیه Exon-Florio را تصویب کند که به CFIUS اجازه داد تا معاملات را رد کند. از سال ۲۰۱۳ تا ۲۰۱۵، ۲۰ درصد پرونده‌های کمیته مربوط به سرمایه‌گذاری از چین است.
این کمیته اعلام نمی‌کند که کدام سرمایه‌گذاری را بررسی می‌کند و نیازی به دخالت هیچ‌یک از طرفین معامله ندارد و یافته‌های خود را به‌طور عمومی منتشر نمی‌کند.

## روند
همه شرکت‌هایی که پیشنهاد سرمایه‌گذاری یا خرید شرکت در خاک آمریکا را می‌دهند باید داوطلبانه به کمیته CFIUS اطلاع دهند، اما CFIUS می‌تواند معاملاتی را که داوطلبانه ارسال نشده‌اند را نیز بررسی کند.
در بیشتر بررسی‌ها، نگرانی اصلی CFIUS این است که فناوری یا سرمایه خریداری شده ممکن است به یک کشور تحریم‌شده منتقل شود.
بررسی‌های CFIUS به دو صورت مجوز ۴۵ روزه جهت پرداخت یا شروع تحقیقات قانونی آغاز می‌شود. کمیته ۴۵ روز دیگر فرصت دارد تا در مورد اجازه خرید یا دستور واگذاری تصمیم بگیرد. اکثر معاملات ارائه شده به CFIUS بدون بررسی قانونی تأیید می‌شوند. با این حال، در سال ۲۰۱۲، حدود ۴۰ درصد از ۱۱۴ پرونده ارسال شده به CFIUS، به صورت تحقیقات قانونی بررسی شدند.
CFIUS نظارت دقیقی بر اکتساب زیرساخت‌های حیاتی، از جمله بهداشت عمومی یا ارتباطات از راه دور و … را انجام می‌دهد.
CFIUS به «محدودیت‌های فروش رایانه‌های پیشرفته به سرمایه گذران خارجی از چین تا ایران» توجه می‌کند. CFIUS حتی سرمایه‌گذاری شرکت‌هایی از کشورهای متحد آمریکا را نیز بررسی می‌کند مانند خرید یونایتد دیفنس توسط بی‌ای‌ئی سیستمز در اوایل سال ۲۰۰۵. معمولاً اگر کمیته شروع به بررسی دقیق سرمایه گذری بکند، حداقل یکی از سرمایه‌گذاری‌ها لغو می‌شود.

## پرونده‌های قابل توجه
- ۱۹۹۰: رئیس‌جمهور وقت جرج اچ. دابلیو. بوش فروش شرکت تولیدی MAMCO به یک آژانس چینی را لغو کرد و به شرکت ملی واردات و صادرات هوافناوری چین دستور داد تا شرکت خود را از MAMCO مستقر در سیاتل واگذار کند.[۸]
- ۲۰۰۰:خرید Verio توسط ان‌تی‌تی کامیونیکیشنز ژاپن
- ۲۰۰۵: خرید واحد کامپیوتر و لپ تاپ شخصی آی‌بی‌ام توسط شرکت چینی لنوو توسط رئیس‌جمهور وقت جورج دبلیو بوش تأیید شد.[۹]
- ۲۰۰۵: خرید Sequoia Voting Systems از اوکلند، کالیفرنیا، توسط Smartmatic، یک شرکت هلندی که با دولت هوگو چاوز قرارداد بسته‌است تا دستگاه‌های انتخاباتی آن کشور را جایگزین کند.[۱۰]
- ۲۰۱۲: شرکت رالز، متعلق به گروه چینی صنایع سنگین سانی،[۱۱] رئیس‌جمهور وقت باراک اوباما دستور داد تا چهار پروژه کوچک شرکت در نیروگاه بادی که به یک مرکز آموزشی سیستم‌های تسلیحاتی نیروی دریایی ایالات متحده در بردمن، اورگن خیلی نزدیک بودند، واگذار کند.[۹]
- ۲۰۱۷: رئیس‌جمهور وقت دونالد ترامپ سرمایه‌گذاری توسط شرکت چینی لاتیس را مسدود کرد.[۱۲]
- ۲۰۱۸: ترامپ جلوی خرید کوالکام توسط شرکت برودکام مستقر در سنگاپور را به دلیل نگرانی‌های امنیت ملی که توسط کمیته CFIUS مطرح شد، را گرفت.[۱۳]
- ۲۰۱۹: کمیته CFIUS با استناد به نگرانی‌های امنیت ملی در مورد پایگاه داده مکان کاربر، پیام‌ها و وضعیت ویروس اچ‌آی‌وی، از شرکت چینی Beijing Kunlun Tech Co Ltd درخواست کرد تا شبکه گرایندر را بفروشد. مهلت فروش تا ژوئن ۲۰۲۰ تعیین شد.[۱۴]
- ۲۰۲۰: ترامپ تهدید کرد که شبکه اجتماعی تیک‌تاک (شبکه اجتماعی) را مسدود می‌کند و در آگوست ۲۰۲۰، تا ۱۵ سپتامبر به یک شرکت آمریکایی مهلت فروش داد. تیک‌تاک با موفقیت این ممنوعیت را به چالش کشید و در ۲۰۲۱ دولت بایدن اعلام کرد که خطرات امنیتی احتمالی شرکت‌های فناوری چینی را بررسی خواهد کرد.[۱۵]

## اطلاعیه‌ها و تحقیقات
اطلاعیه‌ها و تحقیقات CFIUS، بین سال‌های ۱۹۸۸-۲۰۱۸
| سال  | اطلاعیه | تحقیقات | اطلاعیه‌ها برداشته شد | ارجاع به ریاست جمهوری برای تصمیم‌گیری |
| ---- | ------- | ------- | -------------------- | ------------------------------------ |
| ۱۹۸۸ | ۱۴      | ۱       | ۰                    | ۱                                    |
| ۱۹۸۹ | ۲۰۴     | ۵       | ۲                    | ۳                                    |
| ۱۹۹۰ | ۲۹۵     | ۶       | ۲                    | ۴                                    |
| ۱۹۹۱ | ۱۵۲     | ۱       | ۰                    | ۱                                    |
| ۱۹۹۲ | ۱۰۶     | ۲       | ۱                    | ۱                                    |
| ۱۹۹۳ | ۸۲      | ۰       | ۰                    | ۰                                    |
| ۱۹۹۴ | ۶۹      | ۰       | ۰                    | ۰                                    |
| ۱۹۹۵ | ۸۱      | ۰       | ۰                    | ۰                                    |
| ۱۹۹۶ | ۵۵      | ۰       | ۰                    | ۰                                    |
| ۱۹۹۷ | ۶۲      | ۰       | ۰                    | ۰                                    |
| ۱۹۹۸ | ۶۵      | ۲       | ۲                    | ۰                                    |
| ۱۹۹۹ | ۷۹      | ۰       | ۰                    | ۰                                    |
| ۲۰۰۰ | ۷۲      | ۱       | ۰                    | ۱                                    |
| ۲۰۰۱ | ۵۵      | ۱       | ۱                    | ۰                                    |
| ۲۰۰۲ | ۴۳      | ۰       | ۰                    | ۰                                    |
| ۲۰۰۳ | ۴۱      | ۲       | ۱                    | ۱                                    |
| ۲۰۰۴ | ۵۳      | ۲       | ۲                    | ۰                                    |
| ۲۰۰۵ | ۶۵      | ۲       | ۲                    | ۰                                    |
| ۲۰۰۶ | ۱۱۱     | ۷       | ۱۹                   | ۲                                    |
| ۲۰۰۷ | ۱۳۸     | ۶       | ۱۵                   | ۰                                    |
| ۲۰۰۸ | ۱۵۵     | ۲۳      | ۲۳                   | ۰                                    |
| ۲۰۰۹ | ۶۵      | ۲۵      | ۷                    | ۰                                    |
| ۲۰۱۰ | ۹۳      | ۳۵      | ۱۲                   | ۰                                    |
| ۲۰۱۱ | ۱۱۱     | ۴۰      | ۶                    | ۰                                    |
| ۲۰۱۲ | ۱۱۴     | ۴۵      | ۲۲                   | ۱                                    |
| ۲۰۱۳ | ۹۷      | ۴۸      | ۸                    | ۰                                    |
| ۲۰۱۴ | ۱۴۷     | ۵۱      | ۱۲                   | ۰                                    |
| ۲۰۱۵ | ۱۴۳     | ۶۶      | ۱۳                   | ۰                                    |
| ۲۰۱۶ | ۱۷۲     | ۷۹      | ۲۱                   | ۱                                    |
| ۲۰۱۷ | ۲۳۷     | ۱۷۲     | ۶۷                   | ۱                                    |
| ۲۰۱۸ | ۲۲۹     | ۱۵۸     | ۶۴                   | ۱                                    |